# Microhydrula
Genre
Microhydrula est un genre de limnoméduses (hydrozoaires) de la famille des Microhydrulidae.

## Liste d'espèces
Selon World Register of Marine Species (29 mars 2016), Microhydrula comprend l'espèce suivante :
- Microhydrula pontica Valkanov, 1965